# Іван Самойлович
Іва́н Самойло́вич (? — 1690) — гетьман Війська Запорозького, політичний та військовий діяч, реформатор, очільник Гетьманщини Лівобережної України та «Обох боків Дніпра» (від 1674 року). Намагався приєднати до козацьких територій Слобожанщину, але невдало. Закінчив своє життя у засланні внаслідок змови князя Василя Голіцина та частини старшини на чолі з чернігівським полковником Василем Борковським та Генеральним Писарем Михайлом Вуяхевичем.

## Біографія
Народився у родині священика Самійла з Ходоркова (нині Житомирська область). Після Хмельниччини родина переїхала на Лівобережжя де батько отримав парафію в прикордонному сотенному місті Красний Колядин в Прилуцькому полку.
Освіту здобув у Києво-Могилянській колегії. Утім, духовна стезя не привабила Івана і він вступив до війська. Оскільки мав добру освіту, то державну кар'єру розпочав канцлером Красноколядинської сотні Прилуцького полку. Там же одружився із шляхтянкою Марією Голуб.
За протекції генерального писаря отримав звання значкового товариша. Згодом був веприцьким сотником Гадяцького полку, наказним полковником Прилуцького полку, сотником красноколядинським (1664), полковником охотницького полку з котрим вирушив до Смоленська (1665). Після повернення займав старшинські посади в складі Чернігівського полку в уряді гетьмана Дем'яна Ігнатовича (Многогрішного) — осавула та судді.

## Політична кар'єра
1668 року Самойлович взяв участь у антимосковському повстанні на Лівобережжі, яке очолив гетьман Брюховецький. Після вбивства дорошенківцями Івана Брюховецького приєднався до Дем'яна Многогрішного, разом з яким отримав царське прощення. У 1668–1669 роках був наказним полковником та полковником чернігівським. 1669–1672 — генеральний суддя.
Згодом очолив старшинську змову проти Ігнатовича, що сталася у березні 1672 під прямій підтримці московської адміністрації і московських стрільців. На старшинській раді в Козачій Діброві 17 червня 1672 року обраний гетьманом. Обновив старшинський корпус, зокрема владу повернули собі репресовані за попереднього уряду прибічники кланів Сомка, Золотаренка та Брюховецького. Того ж року спинив антидержавну змову Рославця, котрого разом з полковниками прилуцьким Горленком та переяславським Райчею було ув'язнено з конфіскацією майна.
Прагнув об'єднати під своїм регіментом Лівобережну й Правобережну Україну, для чого проводив боротьбу проти правобережного гетьмана Петра Дорошенка.
Керував козацьким військом під час Чигиринських походів 1677 і 1678 років. За правління Самойловича Українська Православна Церква почала втрачати свою незалежність і надалі була остаточно підпорядкована Московському патріархові.

## Умови гетьманства
Конотопські статті, згідно з якими московський цар у 1672 році затвердив гетьманом Самойловича, полягали в наступному:
- Міста Києва Государ ніколи полякам не поступиться; інші ж статті миру з Королем Польським відкладені до 1674 року.
- Гетьман, не радячись зі старшинами і без суду, нікого не карає, як то бувало «від зрадника Демка» (тобто Дем'яна Многогрішного).
- Гетьман не може вести ніяких переговорів з державами іноземними, без Царського веління, а й тим більше не має права входити в письмові або усні зносини з Дорошенком. Оскільки той, з'єднавшись з султаном, починає війну з Королем Польським, то новий Гетьман зобов'язується ні в чому не давати Дорошенку допомоги.
- Гетьман зобов'язаний поступитися Польщі все місця по Сож, в Воєводстві Мстиславського, в повітах Мозирському і Речицьке, якими володів гетьман Многогрішний.
- Гетьман зобов'язується не приймати втікачів Московських людей; а які в гетьманство Многогрішного були прийняті, тих вислати негайно з Малоросії.
- У статтях Глухівських в пункті 17-му було сказано, що під час переговорів з Королем, або з Ханом має згадуватись про Запорожців, і повинні бути присутніми Комміссари Малоросійські. Втім на перших же переговорах ця умова не була виконана; а потім вже зажадав Государ в село Мігновичі на переговори з поляками Полковника Київського Костянтина Солонину; але як Посол Королівський, Гнінскій, оголосив, що у нього в наказі від Короля немає ні слова про присутність Комміссаров малоросійських, то Государ оголосив, що їх надалі не стануть викликати; якщо ж буде при переговорах згадуватися про Украйну і військо Запорозьке, про те письмово повідомляти Гетьманів і Кошових.
- Полковник Чернігівський Василь Многогрішний відбирав воду у ратних людей Московських і всіляко їх утискував; а Сотник тамтешній Леонтій Полуботок зайняв на Стрижні водяний проїзд, побудував греблю і млин — все це знищити.
- Особливий Полковник з тисячею реєстровими козаками, які засновані в силу 22-й Глухівської статті, нині, на прохання народу — скасовуються.[2]

## Державна політика
У внутрішній політиці Іван Самойлович започаткував виділення з козацької старшини т. зв. значкового (знатного, значного) військового товариства, яке стало прообразом українського («малоросійського») дворянства. Намагався об'єднати Правобережжя та Лівобережжя.
1674 року, коли війська гетьмана Самойловича перейшли Дніпро, і більшість правобережних полків перейшли на бік лівобережного гетьмана, правобережний гетьман Михайло Ханенко склав гетьманську булаву, Петра Дорошенка формально було усунуто від влади, а гетьманом усієї України («обох сторін Дніпра») було проголошено Івана Самойловича.
У результаті вторгнення військ Османської імперії Самойлович втратив контроль над Правобережжям. Саме ним у 1678 році вперше в Гетьманщині була уведена оренда на горілку.
У 1679 року за наказом Москви провів насильницьке переселення українців з Правобережної України на Лівобережну, відоме як Великий згін.
У роки правління Самойловича остаточно утвердився державно-політичний устрій лівобережного Українського гетьманату, який в основному залишався незмінним до 1764 року. Проявив себе здібним воєначальником у війні об'єднаних сил козацької України та Московії з Османською імперією. Заохочував переселення українського населення з Правобережжя на Лівобережжя. Претендував на поширення гетьманської влади і на Волинь та Західну Україну. Висловлював незадоволення укладеним між Московським царством і Османською імперією Бахчисарайським миром 1681 року, неодноразово виступав проти укладення польсько-московського Вічного миру 1686 року, який узаконював розділ України на дві частини.

## Церковна політика

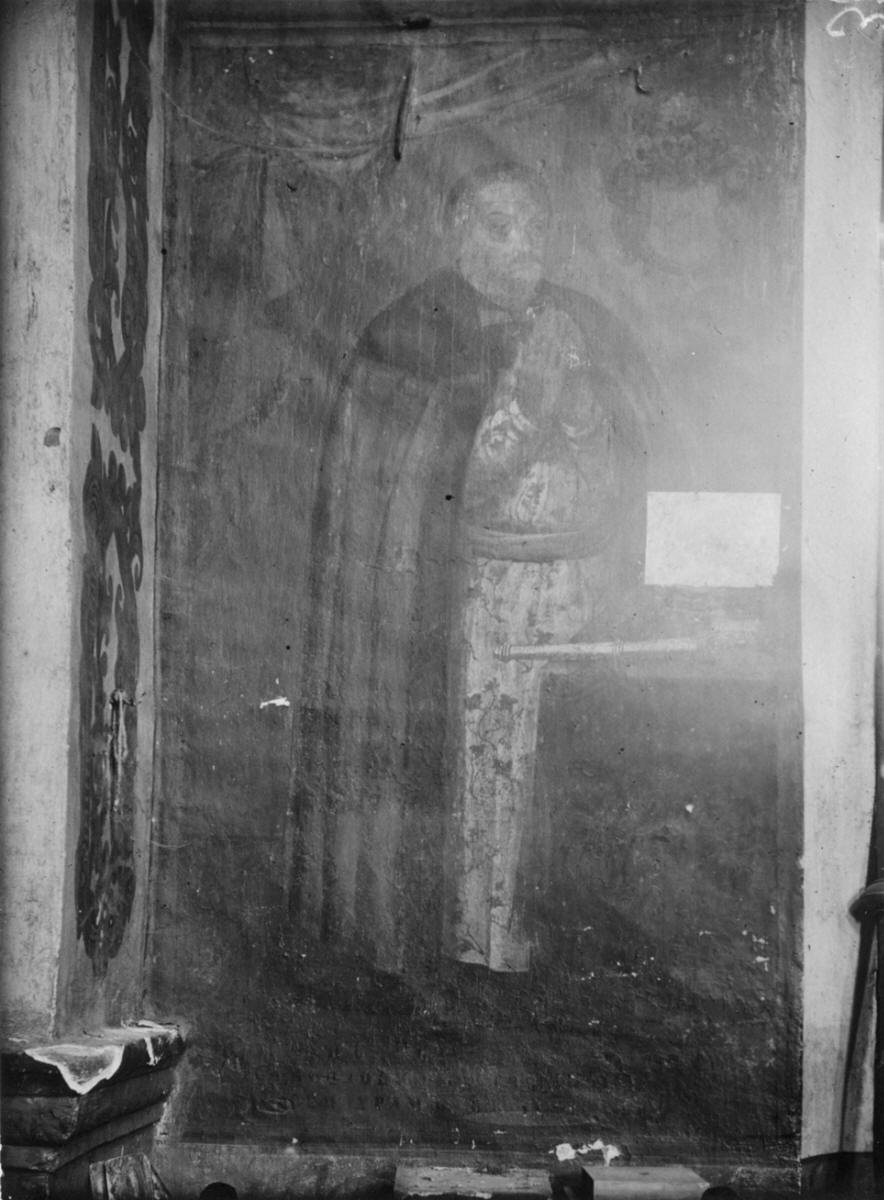
Портрет Івана Самойловича серед росписів інтер'єру Троїцького собору Густинського монастиря.

За гетьманування Івана Самойловича українська православна церква, яка до того була під зверхністю Константинопольського патріарха, була підпорядкована Московському патріархату. Однак збереглися докази, які свідчать, що гетьман на державному рівні вживав заходів, щоб зупинити процес втрати Київською митрополією своєї самостійності. Насамперед підтримав рішення собору українського духовенства 1685 року, яке висловилося проти підпорядкування української церкви РПЦ. Гетьман надіслав листа до московського уряду з проханням залишити за київським митрополитом всі його права, насамперед право називатися намісником Константинопольського патріарха, щоб відвернути розкол в Українській церкві. Також у жовтні 1685 року відправив до Москви представників від українського уряду, які наполягали на тому, щоб усі духовні архієреї Київської митрополії призначалися від свого митрополита.

## Позбавлення гетьманства
Після невдалого спільного українсько-московського походу на Крим у 1687 звинувачений у «зраді Москві», скинутий з гетьманства, заарештований і відправлений на заслання до залежних московських територій Західного Сибіру, де й помер.

## Родина

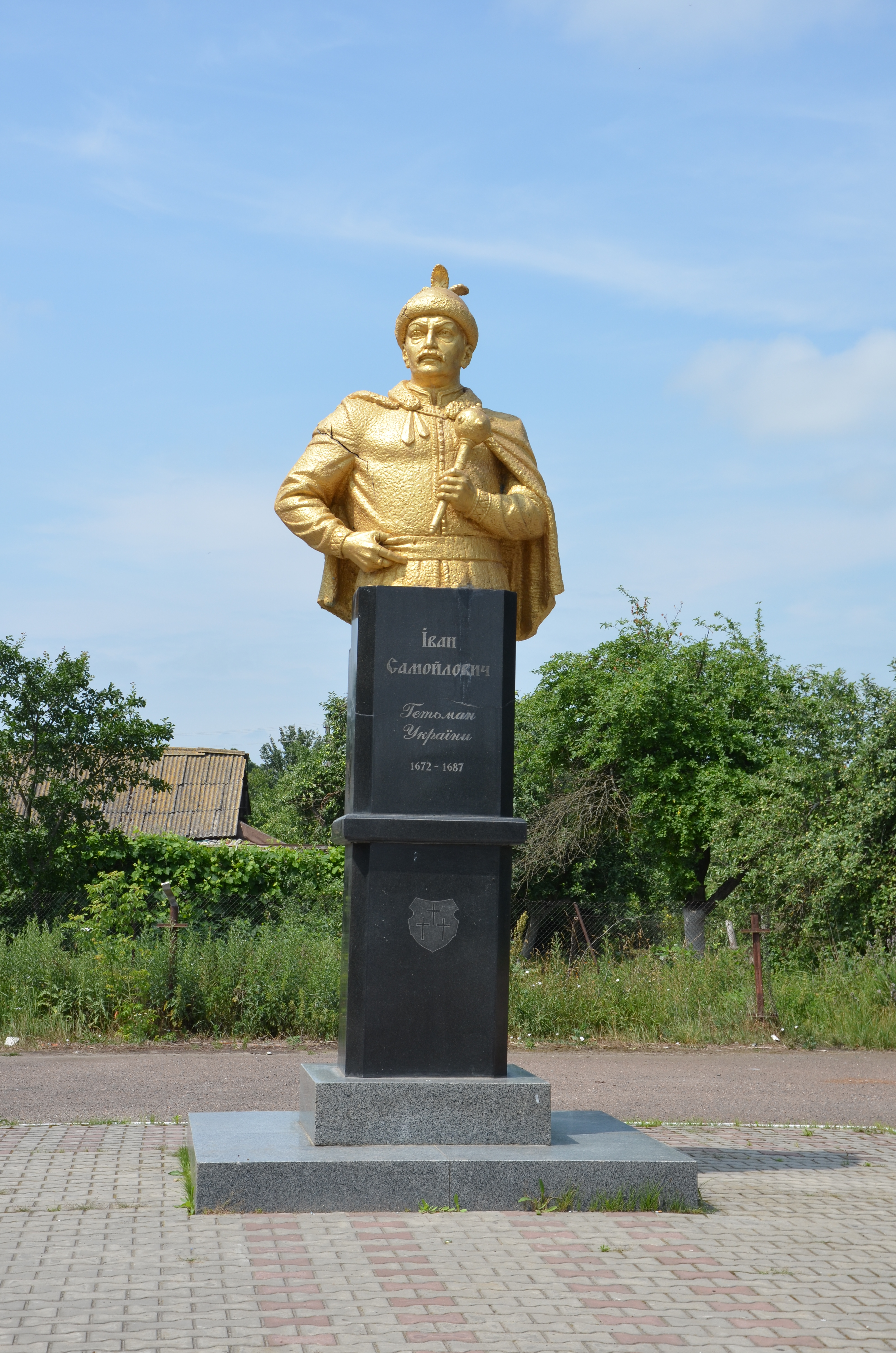
Пам'ятник гетьману Івану Самойловичу у Ходоркові

- Батько Самійло — православний священик з Правобережжя.
- Дружина Марія Іванівна Голуб
- Діти

- Яків Самойлович
- Григорій Самойлович — замучений московитами в Сівську.
- Семен Самойлович.
- Параска — вийшла заміж за боярина Федора Петровича Шереметьєва.
- Анастасія — вийшла заміж за Князя Юрія Четвертинського. Прямий її нащадок — Павло Скоропадський.

## Вшанування пам'яті
- У селі Ходорків встановлено пам'ятники Гетьману Самойловичу. Також у місті Батурин є пам'ятник «Гетьмани. Молитва за Україну» до якого входить скульптура Івана Самойловича.
- У місті Житомир є вулиця Гетьмана Самойловича.[5]
- У місті Запоріжжя вулицю Фурманова перейменували на вулицю Гетьмана Івана Самойловича.[6]
- У селі Козацьке Сумської області вулицю 40 років Перемоги перейменували на вулицю Гетьмана Самойловича.
- У місті Корюківка вулицю Кошового перейменували на вулицю Гетьмана Саймойловича.[7]
- У місті Первомайськ Миколаївської області вулицю Івана Тургенєва перейменували на вулицю Гетьмана Івана Самойловича.[8]
- У селі Веприк Полтавської області вулицю Духова перейменували на провулок Гетьмана Самойловича.[9]